# Tybaert de Kater
Tybaert de Kater was een Belgisch Nederlandstalig satirisch weekblad.

## Historiek
Het weekblad verscheen van 1890 tot 1960 en werd gedrukt bij Drukkerij-Uitgeverij Gust Janssens te Antwerpen. De titel van het weekblad verwees naar een personage uit het dierdicht Van den vos Reynaerde. De ondertitel luidde Een weekblad voor verstandige lieden. Opgesteld door zeven Filozofen.